# Paraprokt
Als Paraprokt, abgeleitet vom griechischen para= „neben, über, bei“ und proktos = „After“, werden die paarigen Seitenplatten (Ventrolateralplatten) des elften Hinterleibssegmentes der Insekten bezeichnet. Bei den meisten Insekten umgeben diese spangenartig den After und den Endring (Periprokt), bei vielen ursprünglichen Insekten sind sie gemeinsam mit dem dorsalen Epiprokt (gemeinsam als Analklappen bezeichnet) auch noch sehr gut ausgebildet.
Eine besondere Funktion übernehmen sie gemeinsam mit dem dorsalen Epiprokt bei den Larven der Kleinlibellen (Zygoptera). Hier sind alle drei Sklerite zu blattförmigen Tracheenkiemen ausgezogen und dienen der Atmung im Wasser.

## Belege
1. 1 2  Paraproct. In: Herder-Lexikon der Biologie. Spektrum Akademischer Verlag, Heidelberg 2003.
2. ↑  Analklappen. In: Herder-Lexikon der Biologie. Spektrum Akademischer Verlag, Heidelberg 2003.